# ادن فیلپوتس
ادن فیلپوتس (انگلیسی: Eden Phillpotts؛ ۴ نوامبر ۱۸۶۲ – ۲۹ دسامبر ۱۹۶۰) یک شاعر، پدیدآور و رمان‌نویس اهل بریتانیا بود.